# Олимпийский комитет Эфиопии
Олимпийский комитет Эфиопии — организация, представляющая Эфиопию в международном олимпийском движении. Комитет основан в 1948 году со штаб-квартирой в Аддис-Абебе. Национальный олимпийский комитет представляет страну в международном олимпийском комитете с 1954 года. Основной задачей комитета является развитие спорта в Эфиопии и подготовку эфиопских спортсменов для участия в Олимпийских играх. Организация является членом ассоциации национальных олимпийских комитетов Африки.
Нынешним президентом комитета является Бирхан Киданемарьям, пост генерального секретаря занимает Дагмавит Гирмей.

## Олимпийские медали
| Олимпийские медали | Олимпийские медали | Олимпийские медали | Олимпийские медали |
| Олимпийские игры   | Золото             | Серебро            | Бронза             |
| Лондон 2012        | 3                  | 1                  | 3                  |
| Пекин 2008         | 4                  | 1                  | 2                  |
| Афины 2004         | 2                  | 3                  | 2                  |
| Сидней 2000        | 4                  | 1                  | 3                  |
| Атланта 1996       | 2                  | 0                  | 1                  |
| Барселона 1992     | 1                  | 0                  | 2                  |
| Сеул 1988          | 0                  | 0                  | 0                  |
| Лос-Анджелес 1984  | 0                  | 0                  | 0                  |
| Москва 1980        | 2                  | 0                  | 2                  |
| Монреаль 1976      | 0                  | 0                  | 0                  |
| Мюнхен 1972        | 0                  | 0                  | 2                  |
| Мехико 1968        | 1                  | 1                  | 0                  |
| Токио 1964         | 1                  | 0                  | 0                  |
| Рим 1960           | 1                  | 0                  | 0                  |
| ------------------ | ------------------ | ------------------ | ------------------ |